# Ròca dera Entecada
La Ròca dera Entecada és una muntanya de 2.190 metres que es troba entre els municipis d'Es Bòrdes i Vilamòs a la Vall d'Aran.